# 1898 Cowell
1898 Cowell este un asteroid din centura principală, descoperit pe 26 octombrie 1971, de Luboš Kohoutek.